# Donald Malarkey
Donald Malarkey (Astoria, 30 juillet 1921 - Salem, 30 septembre 2017) est un militaire américain. Parachutiste de la 101e division aéroportée, il est membre de la célèbre Easy Company avec laquelle il combat de la Normandie jusqu'en Autriche. De retour aux États-Unis, il travaille dans les affaires avant d'occuper la majeure partie de sa retraite à s'investir dans des actions aux profits des armées et de l'histoire de la Easy Company.

## Biographie

### Avant-guerre
Donald Malarkey naît le 30 juillet 1921 à Astoria dans l'Oregon. Après ses études secondaires terminées en 1939, n'ayant pas les moyens financiers de s'inscrire à l'université, il exerce quelque temps sur un bateau de pêche sur le fleuve Columbia et comme employé pour Pillsbury Flour Mills. Il est également pompier volontaire et participe à la lutte contre l'un des importants incendies (en) qui ravagent la région à cette époque. Il parvient finalement à reprendre ses études en entrant à l'université de l'Oregon en 1941 et est en train d'effectuer son 1er semestre lorsque les japonais attaquent Pearl Harbor.

### Seconde guerre mondiale
Après l'entrée en guerre des États-Unis, Donald Malarkey tente de s'engager dans les marines mais se fait recaler du fait de problèmes dentaires. De même, son manque de connaissances en mathématique l'empêche d'entrer dans l'United States Army Air Forces. Finalement, la lecture d'un article du magazine Life sur les parachutistes le convainc de s'engager dans les troupes aéroportées. Il est affecté en 1942 au 506e régiment d'infanterie parachutée (506th PIR) dont il intègre la Easy Company. Basé au Camp Toccoa en Géorgie, il y effectue sa formation au combat d'infanterie avant d'être entraîné au parachutisme à Fort Benning. Une fois la formation achevée, Donald Malarkey et son régiment sont envoyés en Angleterre. Dans la nuit du 5 au 6 juin 1944, avec la 101e division aéroportée à laquelle son régiment appartient, il est parachuté dans le ciel du Cotentin lors du débarquement de Normandie. Plus tard dans la journée, sous les ordres de son commandant de compagnie Dick Winters, il participe à l'assaut contre le manoir de Brécourt pour lequel il sera décoré de la Bronze Star. Le 17 septembre, il saute sur les Pays-Bas avec son unité dans le cadre de l'opération Market Garden puis lors de l'hiver 1944-1945, il combat lors du siège de Bastogne. Après la bataille des Ardennes, du fait du manque d'effectif, il fait temporairement fonction de chef de sa section malgré le fait qu'il ne soit pas officier. Après la réduction de la poche de la Ruhr, la prise de Berchtesgaden et l'occupation en Autriche, il est démobilisé en novembre 1945 lorsque la Easy Company est dissoute.

### Après-guerre
De retour aux États-Unis, Donald Malarkey se réinscrit à l'université de l'Oregon en 1946 et y rencontre Irene Moor avec laquelle il se marie en 1948. Ayant obtenu une licence en affaires, il devient directeur des ventes pour une compagnie automobile. Il occupe parallèlement la fonction de commissaire du comté de Clatsop pour laquelle il est élu en 1954. Plus tard installé à Portland, il est agent d'assurance puis agent immobilier. Après avoir pris sa retraite, il participe à de nombreuses manifestations et conférences liée à l'histoire de la Easy Company. S'investissant au sein de l'United Service Organizations, il effectue de nombreux voyages durant lesquels il rencontre les soldats de l'US Army et se rend dans les hôpitaux pour visiter ceux ayant été blessé en Irak. en 2009, il fait partie des vétérans américains fait chevaliers de la Légion d'Honneur par la France. En 2012, il se retire de toute activité publique et meurt le 30 septembre 2017 à Salem dans son état de l'Oregon qu'il n'a jamais quitté en dehors de la guerre.

## Décorations
|                         |  |                                                     |  |  |  |
| Bronze oak leaf cluster |  |                                                     |  |  |  |
|                         |  | Arrowhead · Bronze star · Bronze star · Bronze star |  |  |  |
|                         |  |                                                     |  |  |  |
|                         |  |                                                     |  |  |  |
|                         |  |                                                     |  |  |  |
|                         |  |                                                     |  |  |  |
| Bronze oak leaf cluster |  |                                                     |  |  |  |

| Combat Infantryman Badge                             |                                       |                                     |                                                                   |                                                                                                |                                                                                                |
| Bronze Star Avec une feuille de chêne                | Bronze Star Avec une feuille de chêne | Purple Heart                        | Purple Heart                                                      | Good Conduct Medal                                                                             | Good Conduct Medal                                                                             |
| American Defense Service Medal                       | American Defense Service Medal        | American Campaign Medal             | American Campaign Medal                                           | European-African-Middle Eastern Campaign Medal Avec une pointe de flèche et trois Service star | European-African-Middle Eastern Campaign Medal Avec une pointe de flèche et trois Service star |
| World War II Victory Medal                           | World War II Victory Medal            | Army of Occupation Medal            | Army of Occupation Medal                                          | Chevalier de la Légion d'Honneur                                                               | Chevalier de la Légion d'Honneur                                                               |
| Croix de guerre 1939-1945 Avec palme                 | Croix de guerre 1939-1945 Avec palme  | Médaille de la France libérée       | Médaille de la France libérée                                     | Croix de Guerre belge Avec palme                                                               | Croix de Guerre belge Avec palme                                                               |
| Médaille commémorative belge de la guerre 1940-1945  |                                       |                                     |                                                                   |                                                                                                |                                                                                                |
| Parachutist Badge Avec deux étoiles                  | Parachutist Badge Avec deux étoiles   | Parachutist Badge Avec deux étoiles | Expert Marksmanship Badge (en) Avec agrafes "Fusil" et "Carabine" | Expert Marksmanship Badge (en) Avec agrafes "Fusil" et "Carabine"                              | Expert Marksmanship Badge (en) Avec agrafes "Fusil" et "Carabine"                              |
| Presidential Unit Citation Avec une feuille de chêne |                                       |                                     |                                                                   |                                                                                                |                                                                                                |

## Hommages

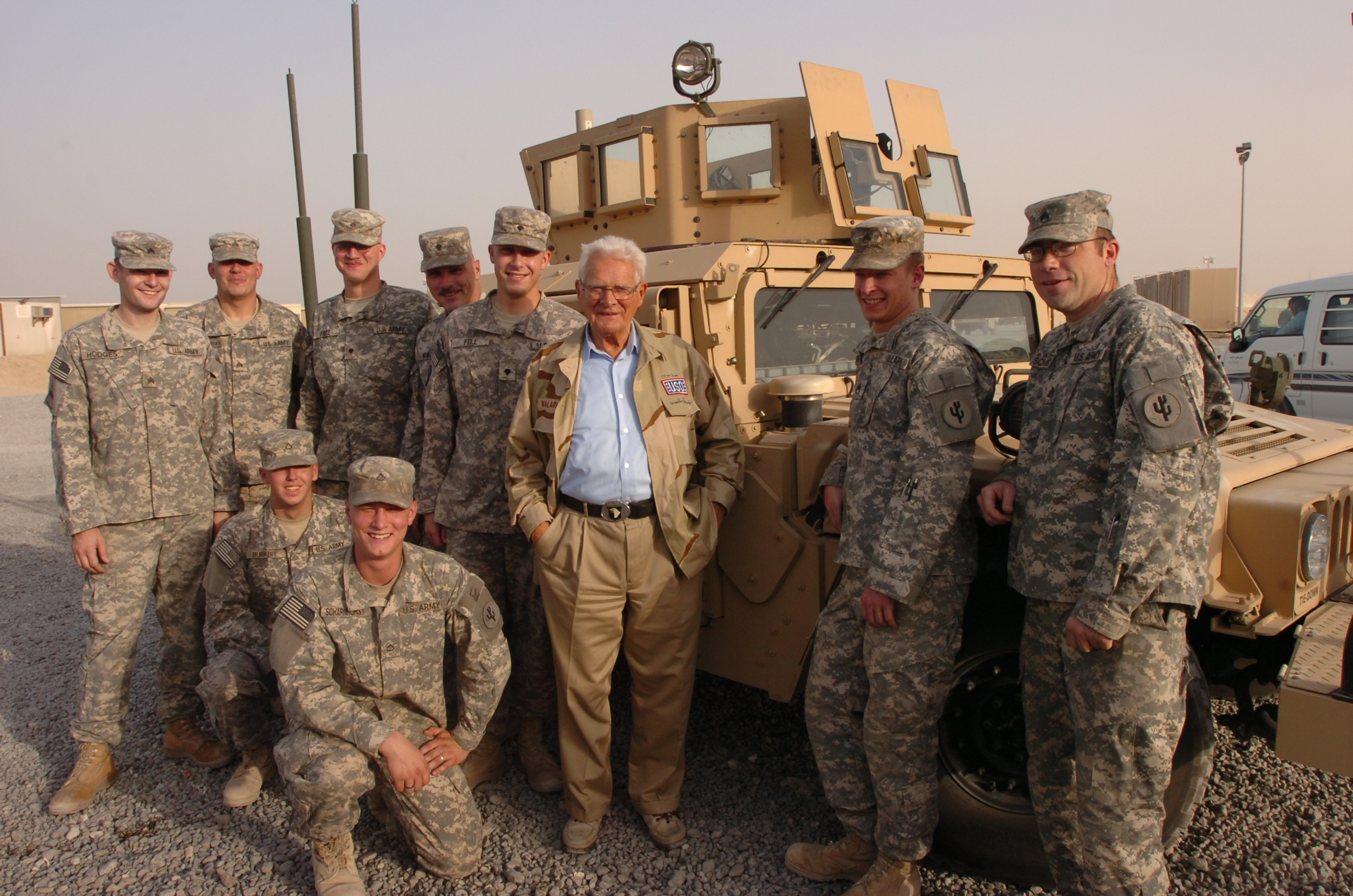
Donald Malarkey rendant visite à des soldats américains au Koweït en 2008.

Donald Malarkey est largement représenté dans la série Band of Brothers où il est interprété par Scott Grimes.

## Publications
- (en) Easy Company Soldier : The Legendary Battles of a Sergeant from World War II's "Band of Brothers", St. Martin's Press, 2008, 288 p. (ISBN 978-0-312-37849-3).